# Joachim Günther (Politiker, 1948)
Joachim Günther (* 22. Oktober 1948 in Syrau, Vogtland) ist ein deutscher Politiker (LDPD/FDP). Er war von 1990 bis 2013 Mitglied des Deutschen Bundestages und von 1991 bis 1998 Parlamentarischer Staatssekretär beim Bundesminister für Raumordnung, Bauwesen und Städtebau.

## Ausbildung und Beruf
Der Sohn eines Reichsbahnangestellten absolvierte nach dem Besuch der Polytechnischen Oberschule eine Berufsausbildung zum Maschinenbauer und dann ein Fachschulstudium in Karl-Marx-Stadt, das er 1970 als Diplom-Ingenieur für Maschinenbau/Konstruktion beendete. Danach war er als Konstrukteur in verschiedenen Ingenieurbüros tätig. Ein 1977 begonnenes Fernstudium des Wirtschaftsrechts an der Deutschen Akademie für Staats- und Rechtswissenschaft „Walter Ulbricht“ beendete er 1982 als Diplom-Ökonom. Günther war freiwilliger Helfer der Volkspolizei und beabsichtigte nach eigenen Aussagen nach Abschluss des Studiums „eine Wahlfunktion im Staatsapparat“ zu übernehmen.

## Partei
1971 wurde Günther Mitglied der DDR-Blockpartei LDPD. Von 1975 bis 1977 war er LDPD-Kreissekretär im sächsischen Oelsnitz. Von 1985 bis 1990 war er hauptamtlicher Sekretär des LDPD-Kreisverbandes Plauen und dort auch Stadtverordneter. Nachdem sich die Partei während der Wende in der DDR von ihrem Status als Blockpartei gelöst und wieder die alte Abkürzung „LDP“ angenommen hatte, war Günther von Februar bis August 1990 Hauptgeschäftsführer der LDP bzw. ab März 1990 des Bundes Freier Demokraten.
Von 1990 bis 1995 war er Vorsitzender des FDP-Landesverbandes Sachsen. In einigen Medien wurde sein Werdegang verwendet, um exemplarisch aufzuzeigen, wie alte DDR-Funktionäre aus dem zweiten und dritten Glied nach dem Mauerfall in der FDP unterkamen. Von 1990 bis 1994 gehörte er außerdem dem Präsidium des FDP-Bundesverbandes an. Ab 1995 war er Vorsitzender des FDP-Kreisverbandes Vogtland. Von 2000 bis April 2007 war Günther stellvertretender Landesvorsitzender der FDP Sachsen.

## Abgeordnetentätigkeit
Günther war von 1990 bis 2013 Mitglied des Deutschen Bundestages, Hier war er kurzzeitig vom 15. bis 28. Januar 1991 Parlamentarischer Geschäftsführer der FDP-Bundestagsfraktion. Ab 2002 war er Sprecher der FDP-Fraktion für Wohnungspolitik und Aufbau Ost.
Joachim Günther ist stets über die Landesliste Sachsen in den Bundestag eingezogen. Sein Wahlkreis war Vogtland – Plauen, wo er 2009 als Direktkandidat 9,5 Prozent der Erststimmen erhielt.
Durch das Scheitern seiner Partei an der Fünf-Prozent-Hürde bei der Bundestagswahl 2013 war er im 18. Bundestag nicht mehr vertreten.

## Öffentliche Ämter
Während der vierten Bundesregierung Helmut Kohls wurde Günther am 24. Januar 1991 als Parlamentarischer Staatssekretär beim Bundesminister für Raumordnung, Bauwesen und Städtebau (damals seine Parteikollegin Irmgard Schwaetzer) berufen. Diese Position behielt er auch nach 1994 unter dem Bauminister Klaus Töpfer (CDU). Nach der Bundestagswahl 1998 schied er am 26. Oktober 1998 aus dem Amt.

## Privates
Günther ist verheiratet und hat drei Kinder. Er lebt in Theuma im Vogtlandkreis.

## Aufruf zum Medienboykott
Im Januar 2012 veröffentlichte Günther auf seiner Homepage unter dem Titel „Medienhetze ignorieren? Ich bin so frei“ einen Aufruf zum Boykott kritischer Zeitungen und Sender. In diesem betrieb Günther sehr nachdrücklich „Medienschelte“. Er verwies auf Bundespräsident Christian Wulff, „den die Journalistenmeute wie einen räudigen Fuchs über sämtliche Titelblätter und durch alle Fernsehsendungen hetzt, weil er Vergünstigungen in Anspruch genommen haben soll“. Günther erklärte, das würden doch auch sonst alle machen, Journalisten eingeschlossen. Er vertrat die Auffassung, dass die Medien „uns vorübergehend suggerieren (können), dass man in Deutschland nicht einmal mehr einen neuen, modernen Bahnhof bauen darf. Von verschiedensten Brücken-, Straßen-, Stromtrassen-Bauvorhaben ganz zu schweigen.“
Er vertrat dezidiert die Auffassung, dass die Medien die Politik der Liberalen z. B. bei der Finanztransaktionssteuer oder der Vorratsdatenspeicherung falsch darstellen. Er erklärte weiterhin „dass wir als Liberale das Spiel beenden, das uns die Presse deutschlandweit seit Monaten aufzwingt“. Medien mit „linksgrüner Hysterie-Berichterstattung“ hätten zu viel Macht. Günther führte fort:

„Wer stoppt diesen Kampagnen-Wahnsinn? Solange wir als Zeitungsleser, Radiohörer und Fernsehzuschauer uns weiter so an der Nase herumführen lassen, wird sich nichts ändern. Solange werden uns weiter in der Hauptsache Negativschlagenzeilen vorgesetzt und Berichte, die den Hauch eines Skandals haben - aus der Welt- und Bundespolitik übrigens ebenso wie aus dem lokalen Geschehen.“

Er forderte "irreführende" Medien zu boykottieren:

„Nun kann man unmoralische und unfähige Journalisten nicht einfach zum Rücktritt auffordern. Wohl aber kann man Zeitungen abbestellen, Radio- und Fernsehsender nicht mehr einschalten. Ich bin sicher, dann würde sich einiges ändern im medialen Bereich. Das erfordert aber Einigkeit unter den Konsumenten und ein gewisses Maß an Werten. Aus meiner Sicht geht es um Humanität, Demokratie und Selbstachtung.“

Zeitgleich ließ er seinen liberalen Abgeordnetenkollegen und einer Reihe von Unionsabgeordneten ein gleichlautendes Schreiben zukommen.
Er rief die Adressaten darin auf, den Aufruf zum Boykott weiterzuverbreiten.
Die FDP-Spitze distanzierte sich in der Folge ausdrücklich von Günthers Aussagen.

## Kabinette
- Kabinett Kohl IV – Kabinett Kohl V